# Antoine Chintreuil
Antoine Chintreuil, född 15 maj 1814, död 8 augusti 1873, var en fransk målare.
Chintreuil brukar omnämnas som Camille Corots främste lärjunge. Han ställde ut första gången 1847. Han har främst målat stämningsfyllda bilder vid regnväder och skymning från Paris omgivningar.